# 알카디시아 FC
알카디시야(아랍어: نادي القادسية)는 1967년에 창단된 사우디아라비아의 축구 클럽이다. 코바르를 연고지로 하며 1994년 아시안 컵 위너스컵에서 우승하였다.

## 선수 명단

### 현역
참고: FIFA 자격 규정에 따라 소속된 국가대표팀 국기를 표시합니다. 선수는 복수의 FIFA 비회원국 국적을 가지고 있을 수 있습니다.
| 번호 | 포지션 | 국적 | 이름 |
| ---- | ------ | ---- | ---- |

| 번호 | 포지션 | 국적 | 이름 |
| ---- | ------ | ---- | ---- |

## 역대 감독
| 감독        | 임기   |
| ----------- | ------ |
| 로비 파울러 | 2023   |
| 미첼        | 2023 ~ |

틀:알카디시아 FC
틀:알카디시아 FC 선수 명단